# Multnomah Hotel
El Hotel Multnomah, ubicado en el centro de Portland, Oregón, Estados Unidos, es un edificio hotelero histórico que figura en el Registro Nacional de Lugares Históricos. Actualmente opera como el Embassy Suites by Hilton Portland Downtown.

## Historia

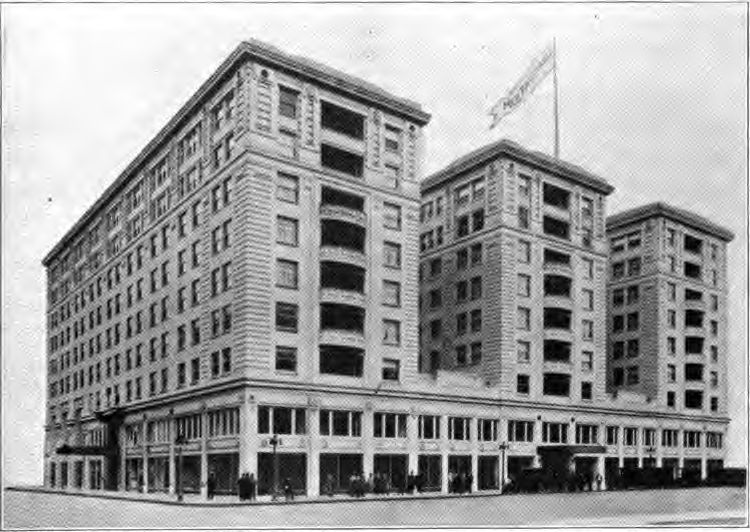
Hotel Multnomah alrededor de 1920

El hotel de 700 habitaciones fue construido por el empresario local Philip Gevurtz e inaugurado el 8 de febrero de 1912. El edificio de nueve pisos ocupaba toda una manzana de la ciudad. Fue operado por Western Hotels, ahora conocido como Westin Hotels & Resorts, desde 1931 hasta que cerró en 1963. En el momento de su cierre, The Oregonian escribió que Multnomah había sido "uno de los hoteles más famosos de la costa del Pacífico". De 1965 a 1992 el edificio albergó oficinas gubernamentales. Se vendió en 1995 y se restauró, sus 700 habitaciones se redujeron a 276 suites, reabrió en 1997 como Embassy Suites Portland - Downtown.

## Huéspedes famosos
El hotel ha hospedado a la reina María de Rumania, Charles Lindbergh, Rudolph Valentino, Amelia Earhart, Jimmy Stewart, Bing Crosby, Jack Benny, Elvis Presley, y todos los presidentes desde Theodore Roosevelt hasta Richard Nixon. Concierto de Maurice Ravel y Lisa Roma en Ball Room 15 de febrero de 1928 8:30 pm